# Chrysomelidial
Chrysomelidial ist ein monocyclisches Monoterpen mit zwei Aldehydgruppen, welches zur Gruppe der Iridoide gehört. 

Struktur von Epi-Chrysomelidial (3S,8R)

Chrysomelidial hat zwei asymmetrische Kohlenstoffatome und kommt demzufolge in zwei diastereomeren Enantiomerenpaaren vor. Chrysomelidial und ein Diastereomer (Epi-Chrysomelidial) finden sich in den Wehrsekreten einiger Käfer- und Milbenarten. Seinen Namen hat es von den Blattkäfern (Chrysomelidae). Die beiden zum Chrysomelidial und zum Epi-Chrysomelidial spiegelbildlichen Enantiomere sind bisher ausschließlich von Pflanzen bekannt, zum Beispiel vom Japanischen Strahlengriffel, und werden meist als (+)- und (–)-Dehydroiridodial bezeichnet.